# Пейчинович, Неманья
Не́манья Пейчи́нович (серб. Немања Пејчиновић / Nemanja Pejčinović; род. 4 ноября 1987, Крагуевац) — сербский и российский футболист, защитник.

## Клубная карьера
Пейчинович — воспитанник «Рада». В 2005 году стал привлекаться к основной команде, после чего со временем стал игроком основного состава, а позже и капитаном команды. После двух лет в клубе, в 2007 году Неманья переехал в интернат белградского ОФК. В одном из матчей за клуб получил травму, требующую долгого восстановления. В то же время поступило предложение от «Рада», после чего руководство клуба и игрок сочли лучшим вариантом возвращение защитника в родную команду. В 2009 году игрока на год арендовала «Црвена звезда», а годом позже — берлинская «Герта».
В июле 2010 года «Ницца» арендовала Пейчиновича до конца года, а после завершения соглашения заключила с ним полноценный контракт. Как и в «Раде», игроку доверили капитанскую повязку. Команда играла нестабильно: сначала с приходом Клода Пюэля боролась за места в еврокубках, а в следующем сезоне — за сохранение прописки в Лиге 1.
В июне 2014 года подписал долгосрочный контракт с московским «Локомотивом». Дебютировал за клуб 3 августа 2014 года в матче против «Краснодара», отыграв всю игру. Встреча завершилась нулевой ничьей. В июле 2018 на правах свободного агента перешёл в китайский «Чанчунь Ятай». В апреле 2019 года получил российское гражданство. В феврале 2020 года стал игроком сербского клуба «Вождовац»
Осенью 2020 года перешёл в воронежский клуб «Факел». Контракт был подписан до конца сезона и истёк летом 2021 года, однако после пребывания в статусе свободного агента Пейчинович снова стал игроком «Факела». В воронежском клубе Пейчинович стал капитаном команды. 10 сентября 2022 года объявил о завершении карьеры.

## Карьера в сборной
В 2007 году в матче против Венгрии дебютировал за молодёжную сборную Сербии. 14 декабря 2008 года сыграл первую игру за сборную, выйдя на поле в товарищеском матче против Польши. В 2009 году выступал на молодёжном чемпионате Европы.
24 октября 2020 года Пейчинович заявил, что, поскольку он три года не вызывался в сборную Сербии, то имеет право добиваться выступления за сборную России.

## Достижения
«Локомотив» (Москва)
- Чемпион России: 2017/18
- Обладатель Кубка России (2): 2014/15, 2016/17